# Ле Мульт, Эжен
Эжен Ле Мульт (31 декабря 1882, Кемпер — 26 января 1967, Париж) — французский натуралист и энтомолог. Основной сферой деятельности была лепидоптерология, являлся специалистом по бабочкам из рода Morpho. В своё время был одним из крупнейших дилеров по продажи насекомых для коллекций.

## Краткая биография
Эжен Ле Мульт родился 31 декабря 1882 года в бретонском округе Кемпер. Уже с раннего детства Эжен заинтересовался насекомыми и бабочками в частности. В формировании этого пристрастия некоторую роль сыграл его отец, который был геологом и держал дома небольшую коллекцию местных бабочек. С 8 лет Эжен Де Мульт активно ловит и коллекционирует бабочек местной фауны. В 1892 году поступил в Донфорский колледж. Во время пребывания в колледже стал объектом насмешек соучеников из-за хромоты, вызванной вывихом бедра. В этот же период он занимается ловлей бабочек крайне редко и случайно. В 1897 году отец Эжена из-за грозящей нищеты и низкооплачиваемой работы во Франции соглашается принять пост начальника строительных работ на каторге в Гвиане. Сперва отец отказывается брать сына с собой, но после его долгих возражений, всё же соглашается. По приезде в Гвиану семья Ле Мульта поселилась в Кайенне. В виду отсутствия школы в данном городе Эжен был отдан родителями в ученики к местному аптекарю, однако при первой же возможности он покидал работу и отправлялся ловить бабочек. Аптекарское дело быстро надоело Эжену Ле Мульту и в 16-летнем возрасте отец устроил его на работу в местное Управление каторжными работами, где он занимался копированием планов и служебной перепиской. Через 8 месяцев он был назначен помощником секретаря при начальнике канцелярии. Вскоре дирекция Управления каторжными работами была переведена в Сен-Лоран-дю-Марони, куда переехали Ле Мульт со своим отцом. Во время полугодовалого отпуска отца Эжен Ле Мульт вместе с ним возвращается во Францию, где начинает заочно учиться в Специальной школе общественных работ. В 1902 году тяжёлая болезнь отца вынуждает Эжена продать за бесценок свою коллекцию насекомых, собранную в Гвиане. Энтомолог, который купил коллекцию, предлагает ему собирать для него насекомых во Франции и Алжире. В августе 1903 года Эжен Ле Мульт вновь уезжает в Гвиану, где его назначили руководителем каторжных робот. Вскоре его переводят в Сен-Жан-дю-Марони, где Эжен параллельно с основной работой вновь начинает заниматься ловлей и коллекционированием насекомых. Во время отпуска периодически возвращался во Францию, где женился перед одни из возвращений в Гвиану, куда вернулся уже с женой.
Окончательно Эжен Ле Мульт вернулся в Париж в октябре 1908 года. В этот период энтомолог, чье имя осталось неизвестным, предложил ему стать компаньоном и приобрести магазин натуралиста. Эжен ле Мульт пробыл компаньоном полгода, но из-за разногласий в введении бизнесе в апреле 1909 года создает свой собственный энтомологический кабинет. В 1935 году, убедившись, что его сыновья не хотят продолжать начатое им дело, он постепенно стал ликвидировать свою коллекцию насекомых, чтобы она не была продана на аукционе. Часть коллекции была отдана в Бельгийский королевский институт естествознания; часть была разделена между Британским, Вашингтонским и несколькими немецкими музеями. Скончался Эжен ле Мульт в Париже 26 января 1967 года

## Деятельность

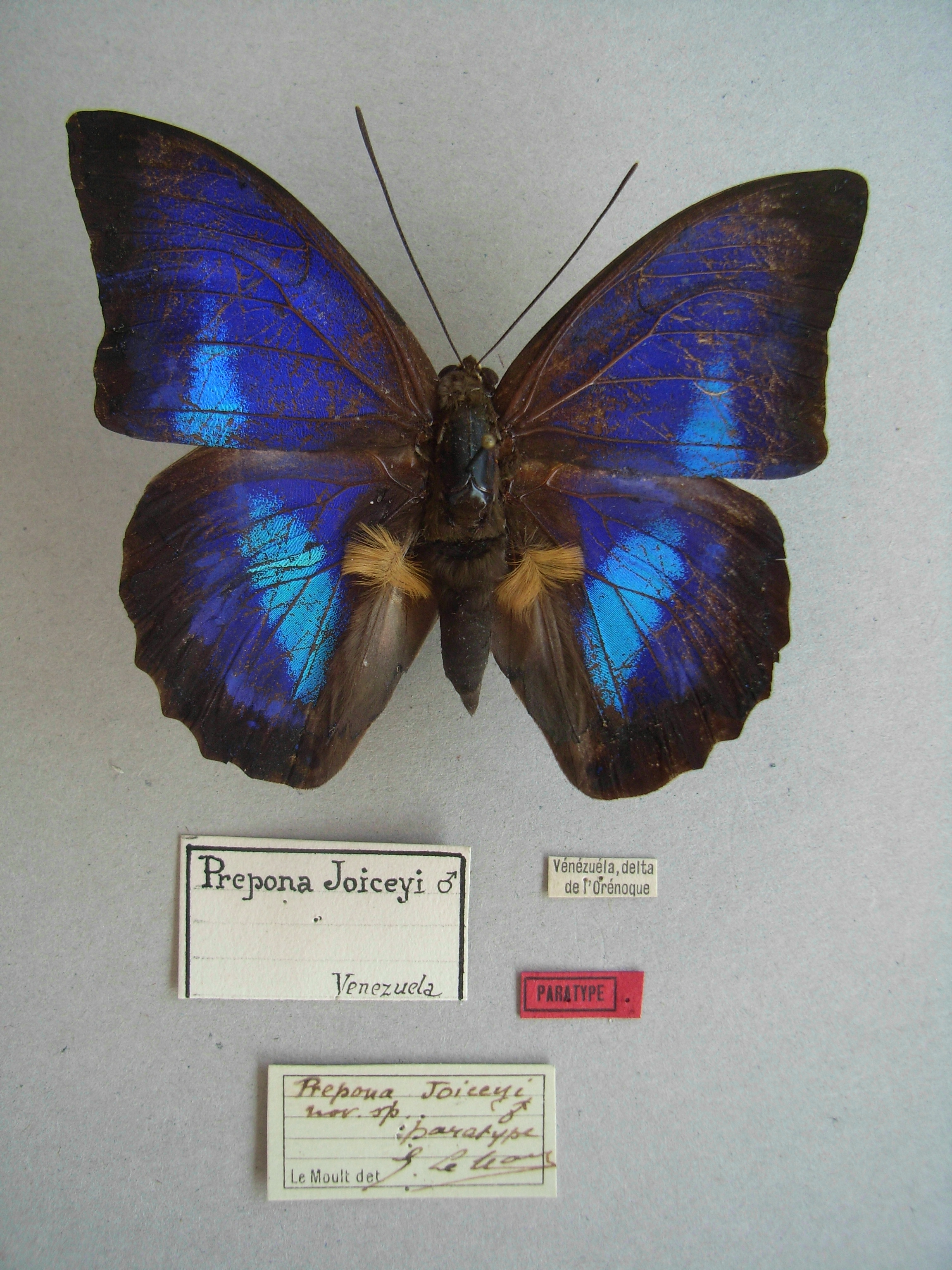
Паратип Prepona joiceyi (Le Moult, 1932). Сейчас рассматривается как младший синоним Prepona laertes louisa (Butler, 1870)

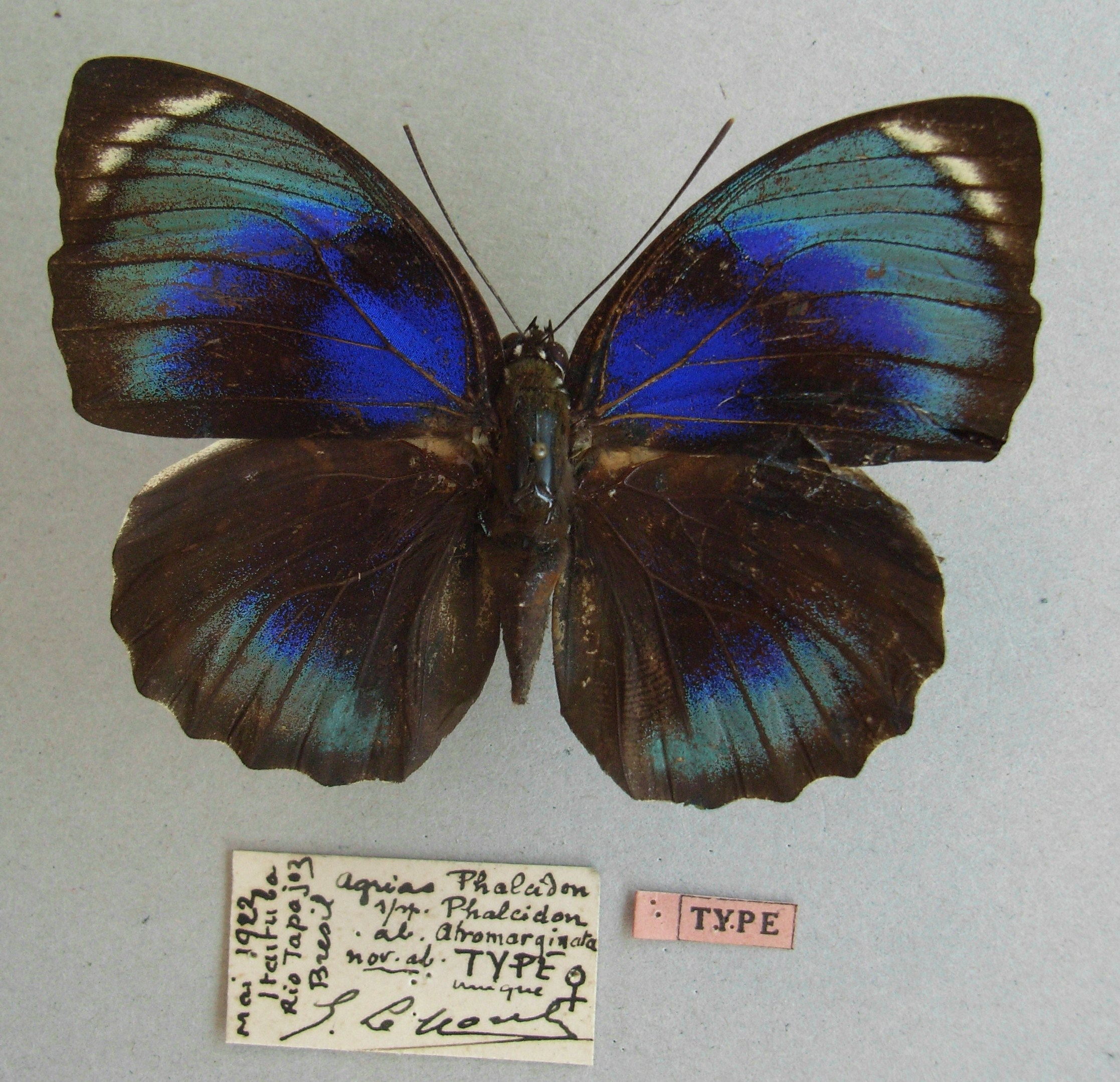
Голотип аберрации atromarginata бабочки Agrias phalcidon phalcidon, описанный Эженом Ле Мультом.

В 1899 году открыл новый способ ловли бабочек из рода морфо, используя в качестве приманки других особей самца данных видов.
В 1912 году стал автором и постановщиком 26 документальных фильмов энтомологической и океанографической тематики, которые были выпущены фирмами «Пате» и «Эклер».
Принимал участие в выставках: Выставка насекомых и птиц в 1914 году в Парижском ботаническом саду, Международная выставка в Испании, где он получил Большой приз, который позднее позволил ему стать членом жюри Колониальной выставки в 1931 году и Брюссельской выставки в 1935 году. В 1937 году был избран председателем Центральной ассоциации концессионеров и участников выставок.
Окончательно вернувшись в Париж Эжен Ле Мульт приобрел права французской издание книги А.Зейца Les Macrolépidoptères du Globe в 16 томах. В 1931 году основал журнал «Энтомологические новости», а после смерти Эжена Барта выкупил, согласно его завещания, журнал «Энтомологическая смесь» (Miscellanea Entomologica), основанный им в конец XIX века.
По состоянию на 1935 год энтомологическая коллекция Эжена Ле Мульта состояла из 7 млн насекомых, 1,5 млн из которых составляли бабочки.

## Работы
- Etudes sur les Prepona : lépidoptères rhopalocères américains E. Le Moult, Paris : Novitates entomologicae, 1932—1933.
- Révision du genre Helicopis (Erycinidae) E. Le Moult, Paris : Novitates entomologicae, 1939.
- Revision de la classification des Apaturinae de l’ancien monde : suivie d’une monographie de plusieurs genres E. Le Moult, Paris : Editions scientifiques du Cabinet entomologique E. Le Moult. 1950-.
- при участии P. Réal Les Morpho d’Amérique du Sud et Centrale. E. Le Moult, Paris : Editions scientifiques du Cabinet entomologique E. Le Moult. 1962—1963. Работа по бабочкам подсемейства Morphinae и рода Morpho изданная в двух томах содержала 20 цветных и 65 чёрно-белых таблиц с иллюстрациями видов. До недавнего времени являлась классической монографией по бабочкам подсемейства Morphinae и включала 75 видов, разделенных на 8 подродов. В работе содержалось 409 новых названий и было дано 750 названий, применимых для подвидов и форм. Данные цифры являются гораздо большими, чем признавало большинство специалистов по бабочкам данной группы. Не исключено, что выделение такого количества таксонов Эжен Ле Мультом носило коммерческую подоплёку. Работа содержала описание классификации видов, описания десятков подродовых таксонов, иллюстрации гениталии самцов для всех видов и давала отчеты о типовых экземплярах.